# Code pénal (Tunisie)
Pour les articles homonymes, voir code pénal.
Lire en ligne

Portail de la justice en Tunisie

Le code pénal (arabe : المجلة الجزائية) est la codification du droit pénal tunisien. Il est entré en vigueur le 1er janvier 1914.

## Histoire
Le code pénal tunisien voit le jour pendant le protectorat français, sous le règne de Naceur Bey.
Il est promulgué par le décret beylical du 9 juillet 1913, publié dans le Journal officiel tunisien no 79 du 1er octobre de la même année, avant de finalement entrer en vigueur le 1er janvier 1914. 
Les lois, décrets et règlements contraires sont alors abrogés, à l'exception des dispositions relatives à la répression fiscale. Le décret de promulgation énonce néanmoins que les dispositions antérieures et non prévues par le nouveau code continuent à être appliquées. En outre, reste valable le décret du 10 juin 1882 relative à l'administration des territoires militaires, qui s'applique en complément au code pénal. Ce dernier décret est abrogé à l'indépendance du pays en 1956.

## Présentation et contenu
Le code pénal se présente comme suit :

## Amendements du code pénal
Plusieurs dispositions ont modifié le code pénal depuis sa promulgation.